# Big Shark
Big Shark (en español: Gran tiburón) es una película estadounidense de comedia y terror de 2023 escrita, dirigida y producida por Tommy Wiseau,  y protagonizada por Wiseau, Isaiah LaBorde y Mark Valeriano. como tres bomberos que deben salvar a Nueva Orleans de un tiburón asesino.
La película tuvo su estreno mundial previo el 2 de abril de 2023 en Cinema 21 en Portland, Oregón, y se llevó en un roadshow limitado en Estados Unidos a Nueva Orleans, San Francisco, Los Ángeles, San Diego y la ciudad de Nueva York, e internacionalmente a Londres, Inglaterra en el Reino Unido. La película tuvo su estreno mundial oficial de corte final el 16 de marzo de 2024 en Cinema 21 en Portland, Oregón.

## Trama
Patrick, Tim y Georgie son bomberos que viven y trabajan juntos. Tras salvar a dos niños de un incendio, son aclamados como héroes de Nueva Orleans.
Durante una excursión de pesca con su novia Sophia, Patrick afirma ser testigo de un tiburón de 35 pies de largo. Aunque intenta advertir a sus amigos en repetidas ocasiones, éstos no le creen e insisten en que no hay tiburones en el río Misisipi.
Finalmente, Patrick es reivindicado cuando los ataques de tiburón aparecen en las noticias locales. El tiburón es arrastrado por el agua de la crecida por las calles de la ciudad, comiéndose a la gente. Patrick y Tim atraviesan Nueva Orleans para salvar a la ciudad del tiburón, y las escenas en las que lo buscan o huyen de él se intercalan con escenas de interacciones con sus novias y de socialización en un bar.
Mientras tanto, su jefe, el capitán Joe, les consigue un equipo de buceo y les implora que ayuden a salvar la ciudad. Tim recibe un mapa del tesoro de un anciano en el bar, que indica dónde duerme el tiburón, aunque Patrick expresa cierta confusión sobre si los tiburones duermen o no.
Mientras juegan al billar, Patrick y Tim conciben un plan para colocar un dispositivo de rastreo en el tiburón, seguirlo con su equipo de buceo y alimentarlo con dinamita escondida dentro del cadáver de un cerdo.
Tras conseguir el cebo, arponean al tiburón con el dispositivo de rastreo, pero el animal toma represalias y se come a Georgie. Tim y Patrick visitan un santuario erigido en honor de Georgie en la playa, y juntos lloran la muerte de su amigo componiendo una canción.
Con el dispositivo de rastreo colocado, Tim y Patrick persiguen al tiburón hasta el bayou y lo matan engañándolo para que se coma la bomba. Al principio, Tim parece morir en la explosión, pero se revela que sólo fue lanzado a gran altura y sobrevive. Los héroes lo celebran bailando en las calles de Nueva Orleans con una banda de música.

## Elenco
- Tommy Wiseau como Patrick[4]
- Isaiah LaBorde como Tim[5]
- Mark Valeriano como Georgie[6][7]
- Ashton Leigh como Sophia[8]
- Erica Mary Gillheeney como Charlotte[8]

El colaborador habitual de Wiseau Greg Sestero, conocido por protagonizar junto a Wiseau The Room y  
¡Best F(r)iends], estaba previsto que apareciera como uno de los protagonistas de la película junto a LaBorde y Wiseau. En el teaser tráiler de 2019, aparece como Georgie. Sin embargo, para 2023 el papel fue refundido, apareciendo Valeriano en el nuevo material promocional y Sestero no aparece en la película final.

## Producción
Tommy Wiseau, que solía vivir en Luisiana, relató que se inspiró para crear Big Shark tras los inundación de Nueva Orleans causada por el huracán Katrina en 2005.
El primer tráiler de la película se produjo durante dos semanas en febrero bajo la dirección del director de fotografía Matt S. Bell, a partir de un total de dos días de rodaje en Lafayette, Luisiana, y se proyectó en febrero de 2019. Al parecer, Wiseau dijo que tenía intención de rodar y estrenar Big Shark ese año y Bell dijo que "esperaba con ansias el proyecto de largometraje y traer más trabajo a la comunidad cinematográfica de Luisiana"."
No estaba claro cómo de seria era la producción en ese momento, con el reportero Germain Lussier afirmando que el tráiler era "sobre todo una broma" y en una entrevista de 2020, Greg Sestero, que había aparecido en el teaser como Georgie, indicó que la película no estaba en desarrollo y que sólo habían rodado el tráiler por diversión.
El proyecto se había reactivado a finales de 2021, con Wiseau anunciando en Twitter que el rodaje estaba en marcha en Nueva Orleans el 16 de noviembre de 2021. En una entrevista para York Vision a finales de 2021, Wiseau también indicó su intención de rodar para la película en Londres. Al año siguiente, el 28 de julio de 2022, Wiseau dijo que el rodaje estaba "en marcha y trabajando para su finalización".

## Lanzamiento
Originalmente anunciada y programada para estrenarse en 2019, el estreno de Big Shark sufrió varios retrasos antes de estrenarse en 2023. 
En un principio, la película fue anunciada en el Prince Charles Cinema de Londres durante una proyección de La habitación en 2019 y Wiseau tenía previsto rodarla ese año y estrenarla en el Prince Charles ese septiembre.
Sin embargo, el estreno se retrasó. El 21 de julio de 2020, Wiseau dijo que la película se estrenaría "pronto", antes de programar su estreno para 2021. Para el 8 de noviembre de 2021, la película estaba programada para estrenarse en cines en 2022, pero esto también se retrasó.
Big Shark tuvo su preestreno mundial el 2 de abril de 2023 en Cinema 21 de Portland, Oregón, antes de que comenzara un estreno limitado en roadshow en los cines Prytania de Canal Place en Nueva Orleans el 28 y 29 de abril, el Balboa Theatre de San Francisco el 5 y 6 de mayo, y el 5 de agosto, el Landmark Westwood en Los Ángeles el 2 y 3 de junio y el 29 de julio, el Reading Cinemas Grossmont en San Diego el 7 y 8 de julio, y el Village East by Angelika en Nueva York el 10, 11, 12 y 13 de agosto.>
Después de tres años de retrasos con respecto a su estreno original, Big Shark se estrenaría finalmente en el Reino Unido y se proyectaría durante tres días en el Prince Charles Cinema en septiembre de 2023.
Si bien las proyecciones de la película comenzaron en abril de 2023, el montaje de la película continuó. Wiseau anunció que el "corte final" se estrenará en el Cinema 21 en Portland, Oregon, el mismo cine que albergó el preestreno mundial de la película el 16 de marzo de 2024.

### Recaudación
A fecha de 11 de noviembre de 2024, Big Shark recaudó 13.274 dólares en Australia.

### Respuesta de la crítica
El consenso de la crítica fue en general pobre, con críticas a la interpretación, el montaje y los valores de producción, pero con el reconocimiento de que se trataba de un intento consciente de producir una "tan mala que es buena" película de culto. Hubo debate sobre si Big Shark consiguió recuperar el éxito de culto de la anterior película de Wiseau de 2003, The Room'.
Casey Epstein-Gross rechazó Big Shark por carecer de la autenticidad de The Room, escribiendo para The New York Observer, "comparada con Big Shark, The Room no es el Ciudadano Kane de las películas malas. Es directamente Ciudadano Kane... a pesar de ser aún más incoherente y desconcertante que su predecesora, parece obvio que El gran tiburón no tiene alcance más allá de la ya devota base de fans de Wiseau. Carece de lo que hizo que The Room resonara: La creencia sincera de Wiseau en sí mismo y en sus intenciones."
Jonathan Sim, escribiendo para ComingSoon.net, describió Big Shark como "una película tan divertida como The Room, si no más". Aunque le dio a la película una puntuación de 1/10, criticando los errores de edición como "demasiado grandes para ser accidentales", la actuación y la escritura, la caracterizó como una "mala película" autoconsciente" y en general fue positivo acerca de que la película era entretenida, diciendo:

Romperás a aplaudir cada vez que los héroes juren salvar Nueva Orleans. Romperás a cantar cada vez que entonen su estúpido himno nacional. Te reirás armoniosamente con tus compañeros del público... Tienes que ver esta película con tantos amigos como sea posible.

Ariana Bindman, que escribe para SFGATE, afirma: "Mentiría si dijera que no disfruté de la audacia de Big Shark", y señala que "Big Shark fue prácticamente concebida para la interacción en directo con el público, aprovechando la longevidad de las proyecciones de The Room."
Refiriéndose a la anterior película de culto de Wiseau caracterizada como una de las peores películas jamás rodadas, Sim dijo: "si The Room era Tommy Wiseau intentando hacer un drama digno de Oscar sobre el amor, la traición y la futilidad de la amistad, Big Shark es Tommy Wiseau intentando hacer una mala película de serie B. "
En su artículo para The Quest, Sabrina Blasik también consideraba que Big Shark dialogaba con The Room, y escribía:

Tras la proyección, Wiseau mantuvo una sesión de preguntas y respuestas, y yo le pregunté cuál era su visión creativa de Big Shark. Me contestó: "Hacer algo diferente". De hecho, muchas de las decisiones creativas de Big Shark parecen reacciones directas a las críticas de The Room. La habitación se rodó en decorados de aspecto falso, así que Big Shark se rodó en exteriores. "No es un decorado [sic], ja, ja", comentó Wiseau durante la sesión de preguntas y respuestas. "Me río de los medios de comunicación. Me encantan los medios [sic], son muy buena gente, pero a veces se equivocan". Así que en Big Shark, Wiseau se propone demostrar que los medios se equivocan. La habitación" es un drama aburrido sin argumento, así que "El gran tiburón" apuesta por la acción y el terror. La habitación" tiene una música cursi y un mal ADR, por lo que "El gran tiburón" no tiene partitura y sólo utiliza sonido en directo. ¿Los críticos dicen que "La habitación" tiene un guión terrible? Pues la mayoría de los diálogos de Big Shark son improvisados.